# Zakrzew (powiat de Sochaczew)
Zakrzew  [ˈzakʂɛf] est un village polonais de la gmina de Nowa Sucha dans le powiat de Sochaczew et dans la voïvodie de Mazovie.